# بهترین چیز لعنتی
بهترین چیز لعنتی (انگلیسی: The Best Damn Thing) سومین آلبوم استودیویی خواننده-ترانه‌نویس کانادایی آوریل لوین است که در ۱۳ آوریل ۲۰۰۷ عرضه شد. مطابق با آی‌اف‌پی‌آی، آلبوم بهترین چیز لعنتی چهارمین آلبوم پرفروش جهان در سال ۲۰۰۷ و همچنین پرفروش‌ترین آلبوم سونی بی‌ام‌جی بود. آلبوم در ۱۵ ژوئن ۲۰۰۷ توسط آرآی‌ای‌ای گواهینامه پلاتین دریافت کرد و بیش از ۷ میلیون نسخه از آن تا مه ۲۰۱۰ به فروش رفته بود. نسخه صریح آلبوم، اولین آلبوم لوین بود که برچسپ مشورت والدین را گرفت و در نسخه‌های محدود و دیلاکس عرضه شد.
این آلبوم سومین آلبوم شماره یک متوالی لوین در جدول آلبوم‌های موسیقی بریتانیا و دومین کار او در بیلبورد ۲۰۰ به عنوان شماره ۱ بود که توانست در بسیاری از کشورهای دیگر نیز رتبه اول را بدست آورد. اولین تک‌آهنگ این آلبوم، «دوست دختر» توانست در بیش از ۱۲ کشور رتبه اول را به دست آورد و به عنوان برترین ترانه در بیلبورد ۱۰۰تای برتر اعلام شود.